# Castillo de Bayuela
Castillo de Bayuela è un comune spagnolo di 994 abitanti situato nella comunità autonoma di Castiglia-La Mancia.